# Empresario

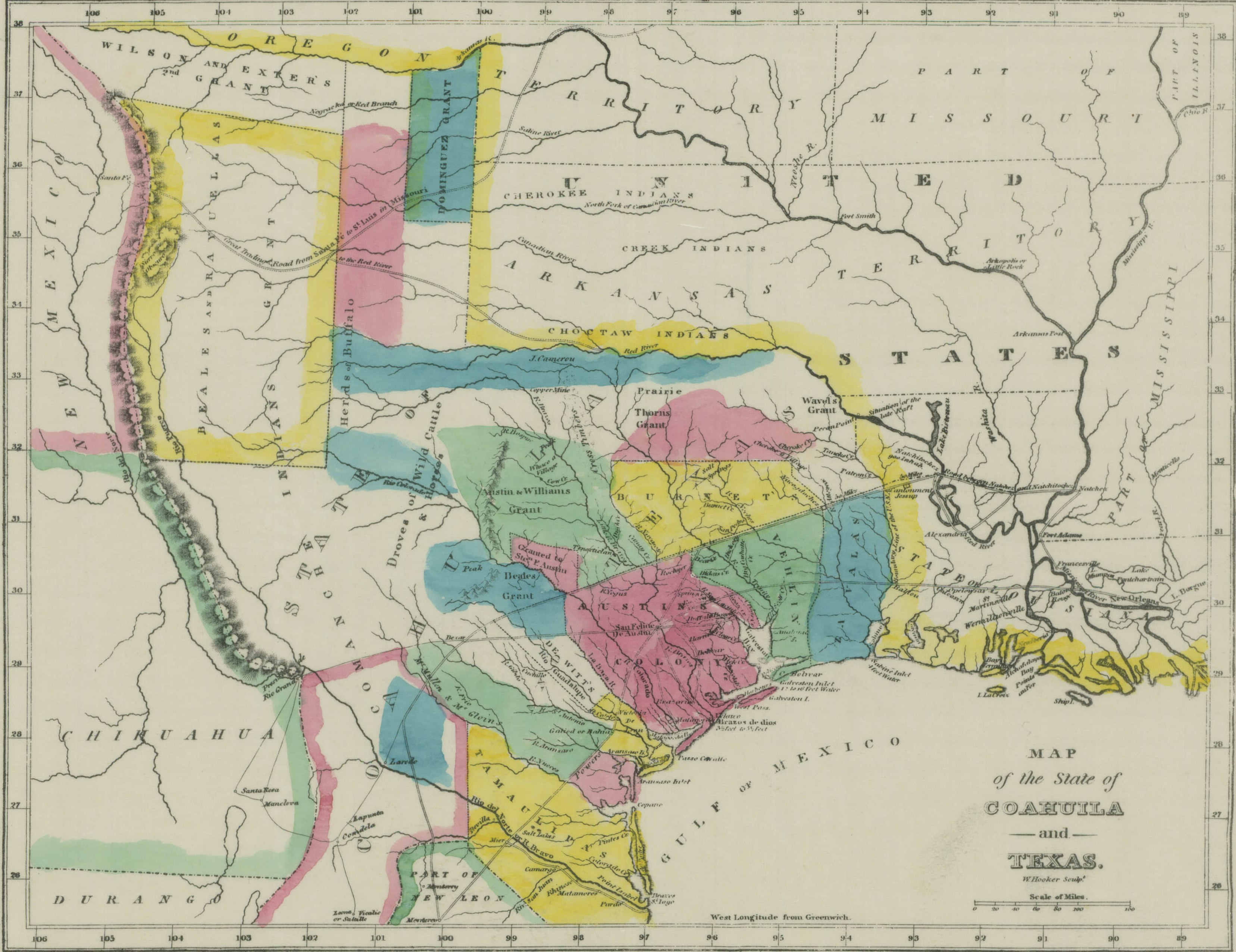
Mappa del Texas nel 1833 che mostra molte delle concessioni terriere

Un empresario era una persona a cui era stato concesso il diritto di stabilirsi sulla terra in cambio del reclutamento di altri coloni per sviluppare l'agricoltura della zona e assumersi la responsabilità di insediarsi nelle aree orientali di Coahuila y Texas all'inizio del XIX secolo. La parola è l'equivalente spagnolo per imprenditore.
Con gli empresari che attiravano gli immigrati per lo più dagli Stati Uniti meridionali al Texas, inavvertitamente incoraggiavano la diffusione della schiavitù in questo territorio. Sebbene il Messico avesse bandito la schiavitù nel 1836, il Texas ottenne l'indipendenza nello stesso anno e continuò a sviluppare un'economia dominata dalla schiavitù nella parte orientale del territorio.